# Naratj-offensiven
Naratj-offensiven i mars 1916 var en misslyckad rysk offensiv på östfronten under första världskriget. Den beordrades på begäran av den franska marskalken Joseph Joffre och syftade till att lätta det tyska trycket mot de franska trupperna på västfronten. På grund av bristfälligt spaningsarbete misslyckades det ryska artilleriet med att neutralisera de välbefästa tyska ställningarna samt dess artilleri, vilket ledde till improduktiva och kostsamma ryska attacker. Den 30 mars beordrade general Evert att offensiven skulle avbrytas.

## Bakgrund
Enligt villkoren i Chantilly-avtalet från december 1915 var Ryssland, Frankrike, Storbritannien och Italien förbundna att samtidigt attackera centralmakterna sommaren 1916. Ryssland kände sig pressat låna trupper till striderna i Frankrike och Thessaloniki och att attackera på östfronten i hopp om att erhålla krigsmateriel från Storbritannien och Frankrike.
Naratj-offensiven beordrades efter önskemål från Frankrike i hopp om att tyska trupper skulle förflyttas dit från Verdun. Nikolaj II godtog den franska begäran och valde området kring sjön Naratj, då den ryska armén hade betydligt fler trupper i området än de tyska.
Vid offensivens start bestod de ryska trupperna av 16 infanteri- och 4 kavalleridivisioner, 253 bataljoner och 133 skvadroner. De tyska trupperna bestod av 9 infanteri- och 3 kavalleridivisioner, 89 bataljoner och 72 skvadroner.

## Slaget
Den inledande ryska artilleribeskjutningen mot de tyska ställningarna varade i två dagar men var så ineffektiv att det lämnade det mesta av det tyska artilleriet oskadat. De ryska trupperna gjorde sedan misstaget att korsa slagfältet i grupper, snarare än enskilt, vilket gjorde dem till lättare måltavlor för de tyska kulsprutorna. De ryska trupperna avancerade 10 kilometer, men lyckades inte bryta de tyska ställningarna, trots sin numerära överlägsenhet. 
Genom påföljande motattacker lyckades tyskarna sedan återta de 10 kilometer som ryssarna tidigare tagit. En senare rysk attack vid Riga den 21 mars följde samma mönster. Till slut beordrade Evert att de ryska attackerna skulle upphöra då de, vilket Evert noterade i sina order utfärdade den 30 mars, inte lett till några avgörande resultat och att "uppkomsten av det varma vädret och rikliga regn" hade gett stora delar av området träsklika drag.